# Recht und Literatur
Hinter dem Begriff Recht und Literatur steht eine Forschungsrichtung, die interdisziplinär zwischen Rechtswissenschaft und Literaturwissenschaft angesiedelt ist und sich mit dem Verhältnis von Recht und Literatur befasst. Recht und Literatur gliedert sich hauptsächlich in zwei Forschungsbereiche: „Recht in der Literatur“ (engl. law in literature) und „Recht als Literatur“ (engl. law as literature).

## Geschichte des Forschungsgebietes
Vereinzelt haben deutsche Rechtswissenschaftler bereits Anfang des 19. Jahrhunderts auf das Verhältnis von Recht und Literatur hingewiesen. Zu nennen sind hier vor allem Gustav Radbruch und Eugen Wohlhaupter. Zu einer veritablen Forschungsrichtung entwickelte sich der Bereich Recht und Literatur jedoch erst ab Mitte der 1970er Jahre mit der Veröffentlichung der Monographie The Legal Imagination durch James Boyd White. Führende amerikanische Wissenschaftler im Bereich Recht und Literatur sind heute Richard H. Weisberg, Robert Weisberg, Allan Hutchinson, Ian Ward und Peter Brooks. In Deutschland beschäftigen beziehungsweise beschäftigten sich unter anderem Klaus Lüderssen, Heinz Müller-Dietz, Peter Häberle, Peter Schneider, Thomas Vormbaum, Bodo Pieroth und Klaus Stierstorfer mit der Thematik.

## Recht in der Literatur
Dieser Teilbereich beschäftigt sich mit rechtlichen Motiven in der Literatur sowie mit von der Literatur aufgegriffenen realen Rechtsfällen. Dabei wird unter anderem dem Verhältnis von realem rechtlichen Geschehen und literarischer Verarbeitung nachgegangen. Die Suche nach rechtlichen Motiven oder Bezügen in der Literatur ist prinzipiell unbegrenzt, hat sich aber in der Vergangenheit auf Autoren wie Johann Wolfgang von Goethe, Heinrich von Kleist, Robert Musil, Franz Kafka, Friedrich Dürrenmatt sowie Bernhard Schlink, Juli Zeh und Janko Ferk im deutschsprachigen und William Shakespeare, Herman Melville und John Maxwell Coetzee im englischsprachigen Raum konzentriert.

## Recht als Literatur
Vertreter dieses Forschungsbereichs betrachten juristische Texte unter literarischen Gesichtspunkten. Sie wenden dazu Modelle der Literaturtheorie auch auf juristische Texte an und versuchen auf diese Art, die Analyse und Interpretation juristischer Texte zu verbessern oder zu reflektieren. Ausgangspunkt für ihre Forschung ist die Überlegung, dass das Recht (Gesetzestexte, Urteile usw.) immer über Sprache und/oder Schrift kommuniziert wird. Die Auslegung des Textes dient dann seiner korrekten Anwendung. Da die Modelle der Literaturtheorie gleichfalls für die Interpretation von Texten entwickelt wurden, besteht insoweit eine Überschneidung, welche die Vertreter dieser Forschungsrichtung für einen weiteren Erkenntnisgewinn nutzbar machen möchten.

## Recht, Literatur und dritte Disziplinen
Literatur und Recht können Gegenstand dritter Disziplinen sein. Das gilt vor allem für Kulturwissenschaft, Medienwissenschaft und Geschichtswissenschaft: Literarische und rechtliche Praktiken lassen sich in historischer Perspektive als kulturelle Artefakte untersuchen. Insoweit können Literaturgeschichte und Rechtsgeschichte parallel und in wechselseitigem Austausch betrieben werden. Dabei geht es auch um die historische Entwicklung rechtlicher Produktions- und Rezeptionsbedingungen von Literatur (etwa Zensurgeschichte, Entwicklung des Urheberrechts). In ähnlicher Weise lassen sich literaturwissenschaftliche Komparatistik und Rechtsvergleichung gegenseitig informieren. Dabei werden auch postkoloniale Ansätze fruchtbar gemacht.
Insgesamt ist eine Öffnung des Forschungsfelds Recht und Literatur hin zu disziplinär breiteren Ansätzen wie law, culture, and the humanities zu beobachten. Diese interdisziplinäre Verbreiterung geht teilweise mit einer Ausweitung des Gegenstandsbereichs von 'Literatur' einher: Auch Film, TV-Serien oder Essayistik sind Gegenstand des Forschungsbereichs Recht und Literatur in einem weit verstandenen Sinn. Letztlich werden Recht und Literatur auf diese Weise zu potentiellen Gegenständen der (vergleichenden) Intermedialitätsforschung und der interart studies.

## Neuere Entwicklungen
Das „Law & Literature Movement“ ist im anglo-amerikanischen Kulturkreis stark vertreten. In neuerer Zeit findet es jedoch auch zunehmend Anerkennung in Deutschland. So ist im Jahr 2019 der „Sonderforschungsbereich 1385 Recht und Literatur“ von der Deutschen Forschungsgemeinschaft an der Westfälischen Wilhelms-Universität Münster eingerichtet worden.